# Nadia Valavani
Olga-Nadia Valavani, gr.  Όλγα-Νάντια Βαλαβάνη (ur. 16 sierpnia 1954 w Heraklionie) – grecka polityczka i ekonomistka. Od 6 maja 2012 do 20 sierpnia 2015 posłanka greckiego parlamentu, od 27 stycznia do 15 lipca 2015 wiceminister finansów.

## Życiorys
W czasie junty czarnych pułkowników Valavani uczyła się w Heraklionie, gdzie angażowała się w działalność Komunistycznej Partii Grecji (KKE), za co kilkakrotnie była karana, w tym skazana została na pięciomiesięczny okres w izolatce. W lipcu 1974 roku, po zakończeniu dyktatury, została zwolniona z więzienia Korydallos. Valavani jest absolwentką Uniwersytetu Ekonomii i Biznesu w Atenach.
Przez 29 lat pracowała w firmie ubezpieczeniowej, a od 1996 do 2005 była dyrektorem hotelu na Krecie.
W 1989 roku opuściła Komunistyczną Partię Grecji (KKE), ponieważ nie zgadzała się z jej poparciem dla rządu Dzanisa Dzanetakisa.
W 2007 roku dołączyła do Syrizy i pomagała organizować jej działalność na Krecie. W 2009 roku startowała w wyborach parlamentarnych w Atenach B jako polityk Syrizy, jednak nie udało się jej otrzymać mandatu. Poświęciła się kampanii na rzecz Syrizy, pracując jako akwizytorka, autorka broszur i organizatorka wieców. Angażowała się w dialog z innymi grupami lewicowymi i pisała artykuły opiniotwórcze dla różnych gazet lewicowych i centrolewicowych.
Po raz pierwszy została wybrana do greckiego parlamentu podczas wyborów w maju 2012. Została ponownie wybrana w czerwcu 2012 roku i w wyborach w styczniu 2015 roku. Za każdym razem startowała w Atenach B z Syrizy.
Po wyborach 25 stycznia 2015 roku nawiązała się koalicja rządząca Syriza–ANEL. 27 stycznia 2015 Valavani została powołana na zastępcę ministra finansów w gabinecie Alexisa Tsiprasa. Była jednym z dwóch wiceministrów w greckim Ministerstwie Finansów (drugim był Dimitris Mardas).
W dniu 15 lipca 2015 roku Valavani zrezygnowała z funkcji zastępcy ministra finansów w greckim rządzie, na krótko przed ważnym głosowaniem w sprawie pakietu ratunkowego. Nie zgadzała się z polityką oszczędnościową zaproponowaną przez partię, a w swoim liście rezygnacyjnym do Alexisa Tsiprasa napisała, że „umowa jest nagrobkiem” i że jest to „upokorzenie rządu i kraju”.
We wrześniu 2015 roku Valavani opuściła Syrizę i wraz z Zoi Konstandopulu dołączyła do separatystycznej partii Syrizy – Jedności Ludowej. Kandydawała we wrześniowych wyborach z listy Jedności Ludowej w Atenach B, jednak nie otrzymała mandatu, ponieważ Jedność Ludowa nie przekroczyła progu 3% (otrzymała 2,86%) wszystkich głosów.

## Życie prywatne
W 1975 roku wyszła za mąż za prawnika Dimosa Tsakniasa, z którym miała dwoje dzieci, syna i córkę. Jej mąż zmarł 2 listopada 2014 roku.
W dniu 8 marca 2015 roku Valavani została przyjęta do szpitala w Atenach z objawami zapalenia płuc prawdopodobnie wywołanymi stresem.